# Godgory
Godgory foi uma banda sueca de death metal.

## Biografia
Godgory foi criada em Agosto de 1992 pelos amigos Erik Andersson e Matte Andersson. No início tocavam apenas covers de bandas como Napalm Death, Entombed, Cemetary, Unleashed e Grave.
Dois anos depois, em Abril de 94, entraram pela primeira vez em estúdio para gravar a Demo-94. Esta demo foi enviada a várias gravadoras e obtiveram respostas muito positivas. Uma das gravadoras aceitou gravar um álbum e num fim-de-semana de Novembro Sea of dreams foi gravado. Entretanto o acordo com a editora desfez-se e eles ficaram sem editora, mas com um álbum já gravado.
Foram enviadas cópias deste álbum às editoras. A editora alemã Invasion Records aceitou lançar o álbum, o que só aconteceu em Janeiro de 1996. 
Em Outubro deste ano a banda entrou em estúdio novamente, para tentar fazer um álbum melhor que Sea of dreams, que vendeu 5000 cópias. Thomas Heder foi contratado para tocar teclado no álbum Shadow's dance, que viu a luz ainda em 1996.
Shadow's dance também teve críticas positivas e acabou mesmo em 7º lugar na Rockhards Dynamite list, tendo vendido 10000 cópias.
Mikael Dahlqvist, Fredric Danielsson e Thomas Heder deixaram a banda nesta altura, uma vez que Matte e Erik queriam membros completamente concentrados no projecto, e estes três músicos tinham outras bandas. 
Stefan Grundel também deixou a banda, mas para se concentrar nos seus estudos. Erik e Matte tornaram-se nos únicos membros.
A editora Nuclear Blast mostrou-se interessada e foi logo assinado um contrato. 
Em Maio de 1998 gravaram uma faixa para o cd Beauty in darkness vol 3, intitulada Conspiracy of Silence. Esta canção foi gravada com Mikael Dahlqvist na guitarra e Thomas Heder nos teclados.
Em Outubro foi gravado o álbum Resurrection em 5 semanas. Mikael e Thomas também participaram neste álbum. Fredrik Olsson, que tinha escrito algumas letras para a banda, foi convidado para "sussurrar" neste álbum. Em Maio de 99 Resurrection foi lançado e entrou para o 8º lugar da Rockhard Dynamite list. 
Após três anos de pausa a banda volta a lançar um álbum intitulado Way Beyond.
Em 2004 é anunciada a separação da banda, no site oficial. 

## Membros

### Actuais
- Matte Andersson - vocais
- Erik Andersson – bateria

### Fundadores
- Stefan Grundel - guitarra (1994-1996)
- Thomas Heder - teclados (1996)
- Fredric Danielsson – baixo (1994-1996)
- Mikael Dahlqvist - guitarra (1994-1996)
- Fredrik Olsson - letras e vocais no álbum Resurrection

## Discografia
- 1994 - Demo-94
- 1995 - Sea of Dreams
- 1996 – Shadow's Dance
- 1999 - Resurrection
- 2001 - Way Beyond

## Ligações Externas
- Site Oficial